# Warmcraft
Warmcraft - amanti nel Cyberspazio (ね・と・げ?, Ne. To. Ge.) è un manga hentai di Nozomu Tamaki. Pubblicato originariamente da Shōnen Gahōsha nel 2007, è stato importato da Kappa Edizioni nella collana Ronin Manga. Oltre ai capitoli della trama principale, incentrata sulla realtà videoludica dei MMORPG, l'opera contiene dei capitoli one-shot autonomi con temi come il cosplay ed identità segrete.

## Trama
Nel prossimo futuro si è diffuso un videogioco di successo, un MMORPG che permette ai suoi utenti di creare un avatar e giocare nel mondo di Hyperborea. A questo si aggiunge la possibilità di avere rapporti sessuali tra giocatori nella realtà fittizia del gioco.
Imamichi è uno studente delle medie, grande appassionato di informatica e di computer, è uno dei tanti utenti di Hyperborea, luogo dove ha assunto le sembianze di Shin, un giovane guerriero. Giocando si è imbattuto nell'elfa Veed e, dopo una serie di incontri-scontri con lei, Imamichi/Shin ha finito per legarsi sentimentalmente a quella giovane donna, con cui si incontra quotidianamente online per consumare appaganti momenti d'amore.
Sotto il nickname di Veed si cela però la studentessa modello Yamaji, dagli ottimo voti e dagli eccellenti risultati nel tennis. Il rapporto con Shin porta Yamaji a trascurare ogni tanto lo studio e quando suo padre se ne accorge le sequestra definitivamente i videogiochi.
Quando Yamaji chiede a Imamichi di potersi collegare ad Hyperborea dalla sua casa per incontrare per l'ultima volta Shin, il ragazzo – spiando la compagna di classe - scopre di avere di fronte a sé l'amata Veed.
Grazie ai suoi contatti nel mondo videoludico, recupera una vecchia console per Yamaji; una volta online, Imamichi/Shin saluta Yamaji/Veed e le dà appuntamento nella vita reale, al campetto della scuola. Quando Yamaji vede presentarsi proprio Imamichi rimane sorpresa, ma poi decide di continuare la relazione con lui anche nella realtà.
Qualche anno dopo, i due sono ormai adulti e sposati; giocano online a loro piacimento ed hanno accolto nel loro party anche una giovane arciera con delle nekomimi, orecchie da gattina. Incuriositi dalla vera identità di Chibi-chan, i due scoprono che è ancora vergine e si offrono di farle sperimentare per la prima volta il sesso in un rapporto a tre.
Il giorno dopo, mentre fanno colazione nel mondo reale, Imamichi e Yamaji ripensano agli eventi della notte passata, commentando l'articolo di giornale sull'opera di hacking a danno del loro videogioco preferito: alcuni utenti minorenni di Hyperborea, infatti, utilizzando dei codici, accedono illegalmente ai menù che permettono di vivere esperienze per adulti. I due però non si accorgono che mentre parlano dell'argomento la loro figlia Yayoi arrossisce di imbarazzo, ripensando alla notte passata.